# Stadtsoziologie
Die Stadtsoziologie befasst sich als eine spezielle Soziologie mit den Beziehungen zwischen sozialen Gruppen im städtischen Raum.
Ihre Bedeutung ergibt sich aus der Tatsache, dass die moderne Industrie- und Dienstleistungsgesellschaft wie auch das Städtewachstum in der „Dritten Welt“ die städtische Bevölkerung zur zahlenmäßig überwiegenden gemacht hat.

## Gegenstand
Die begrifflich-analytische Zuspitzung der Stadtsoziologie hängt davon ab, was genau als urban (städtisch) gekennzeichnet wird. Ist die reine Bevölkerungsdichte das Kriterium, dann genügen für die Konstitution eines Gegenstands der Stadtsoziologie viele Menschen auf wenigen Quadratkilometern. Bei einer solchen Definition ist jedoch die Abgrenzung des „typisch Städtischen“ beispielsweise vom Slum, vom Lager oder von der unternehmenseigenen Werkssiedlung problematisch. So wird das Urbane (oder der urbane Raum) meist anders bestimmt. Mit Hilfe politiksoziologischer Zusatzkriterien charakterisiert beispielsweise Max Weber die Stadt, die für ihn das Miteinander von einander Unbekannten ermöglicht und ein politisch (oft stadtstaatlich) geschützter Marktort ist (vgl. auch die Diskussion zur Polis). Mit mentalitätsbezogenen Argumenten grenzt Georg Simmel die Großstadt in Die Großstädte und das Geistesleben ab. Die soziale Heterogenität betont Louis Wirth in Urbanism as a way of life. In netzwerktheoretischer Perspektive kann man gewisse dichte Knäuel (Cluster) von sich ergänzenden Funktionen als typisch urban definieren.
Bei dieser Betrachtung ergibt sich, dass nicht alle in politischer und rechtlicher Hinsicht autonomen Städte „urban“ sind. So hat William Bascom die Großdörfer in Nigeria als rus in urbe (lateinisch, so viel wie: „Land in der Stadt“) bezeichnet. Ähnliches gilt für die preußischen „Industriedörfer“ in Oberschlesien oder im Ruhrgebiet wie z. B. Oberhausen, das erst 1901 zur Stadt wurde, als es schon 40.000 Einwohner hatte, aber großenteils aus einer wenig strukturierten Anhäufung von Zechenanlagen und Bergarbeitersiedlungen bestand. Auch gilt der von der Stadtsoziologie kritisierte Mangel an Urbanität für viele der aus Hochhäusern errichteten „Schlafstädte“ der 1960er und 1970er Jahre. Erst recht dürfte er für die riesigen, durch Landflucht entstandenen Ansammlungen von Billigunterkünften wie in Afrika (z. B. in Nouakchott) oder die monofunktionalen Industriesiedlungen in Asien, vor allem in China, gelten, denen meist eine Selbstverwaltung fehlt, durch die soziale und ethnische Spannungen ausgeglichen werden könnten. Eine Anhäufung und bloße Verdichtung homogener Funktionen (Schlafen, Arbeiten …) macht ebenso wenig wie eine rein administrative Abgrenzung und Selbstständigkeit das Wesen der Stadt aus. Dennoch werden von der Stadtsoziologie auch die nicht eigentlich als urban zu bezeichnenden Agglomerationen untersucht, wobei sie mit der Siedlungssoziologie, der Sozialgeographie und bspw. der Migrationsforschung kooperiert.
Insoweit die Stadtsoziologie „soziale Probleme“ (z. B. sog. „Problemviertel“, Landflucht, Slumbildung) behandelt, sieht sie oft von stadtsoziologischen Grundsatzdiskussionen ab, behandelt aber weltweit aktuelle und wichtige Forschungsfragen.

## Fachgeschichte
Ein wichtiger Vorläufer der modernen Stadtsoziologie ist die von der Chicago-Schule seit 1920 entwickelte Sozialökologie.
Als Vorläufer der Stadtsoziologie in Frankreich ist der von der Chicago-Schule beeinflusste Paul-Henry Chombart de Lauwe zu nennen, der frühzeitig das Leitbild der von der Charta von Athen propagierten Trennung der städtischen Funktionen Wohnen, Arbeiten, Freizeit kritisierte.
Wichtige Anstöße zur Diskussion über die Stadt als soziales Phänomen kamen von Autoren außerhalb der Disziplin wie Lewis Mumford, Jane Jacobs, Alexander Mitscherlich und anderen. In Deutschland wurden nach Verabschiedung der gesetzlichen Instrumente zur Flächensanierung seit Ende der 1960er Jahre die Sanierungsgebiete und -prozesse kritisch untersucht.
In den 1970er Jahren entstand in kritischer Abgrenzung von der Humanökologie der Chicago School die New Urban Sociology, wobei marxistische Ansätze eine zentrale Rolle spielten (Henri Lefebvre, Manuel Castells, David Harvey u. a.).
Seit den 1980er Jahren gab es eine über die Stadtsoziologie im engeren Sinne hinausreichende Diskussion zum Themenfeld der Gentrifizierung. Im Zusammenhang mit der Globalisierung gab es eine umfangreiche Debatte zu den sogenannten Global Citys. In jüngster Zeit wird das Thema der Megastädte und ihrer drohenden Verslumung, der Ausgrenzung und der informellen Ökonomie verstärkt aufgegriffen, so von dem amerikanischen Stadtforscher und Historiker Mike Davis.

## Beziehungen zu anderen Disziplinen
Die Stadtsoziologie weist Überschneidungen mit der Stadtgeographie, der Stadtplanung, der Stadtökologie, der Stadtethnologie (Urban Anthropology) und der Architektur auf. Stehen dort jedoch Raummuster bzw. raumwirksame Systeme im Vordergrund, so wird von einigen Vertretern der Stadtsoziologie die soziale, politische und ökonomische Interaktion von Individuen oder Gruppen unterschiedlicher Interessen zentral gesetzt. Überschneidungen mit der lokalen Politikforschung gibt es unter anderem durch den im eher englischsprachigen Raum praktizierten Ansatz der „Urbanen Regimeforschung“. Allianzen zwischen verschiedenen Gruppen öffentlicher und privater Akteure stehen hier unter dem Oberbegriff der Governance im Mittelpunkt.

## Aktuelle Forschungsansätze
Einer unter zahlreichen in Deutschland debattierten aktuellen Forschungsansätzen ist der „Eigenlogik-Ansatz“. Dieser unterscheidet sich insofern von anderen Sichtweisen innerhalb der Stadtforschung dadurch, dass sie die je spezifischen und „typischen“ Eigenschaften sowie stillschweigend wirksamen Prozesse der kulturellen Sinnformung einer Stadt untersucht. Ziel ist es, die grundlegenden Strukturen der Städte zu verstehen sowie Relationen und Ähnlichkeiten zwischen den Städten nachzuvollziehen. Zentrales methodisches Instrument ist dabei der Städtevergleich.
Kritisch wird gegen diesen Ansatz eingewendet, dass er die Bedingungen der Stadtentwicklung aus politisch-ökonomischen Rahmenbedingungen herauslöst und die Städte zu fiktiven kulturellen Einheiten homogenisiert, ohne auf die divergierenden Interessenstrukturen innerhalb der Städte einzugehen, die sich aus den höchst unterschiedlichen gesellschaftlichen Lagen ihrer Einwohner ergeben. So bleiben die diesem Ansatz verpflichteten Arbeiten in der Deskription von lokalen Milieus stecken („lokalistische“ Stadtforschung).
Zwischen diesen beiden Forschungsansätzen steht der Versuch zu beschreiben, wie sich bestimmte gesellschaftliche Gruppen ihre städtischen (Teil-)Räume selbst schaffen. Theoretiker der Postmoderne betrachten die Stadt als einen Spiegel, eine Bühne, die diesen Gruppen einen Auftritt ermöglicht oder auch als einen Rückzugsraum.
Andere Ansätze stellen die Ortsbindung der Stadt generell in Frage. Die Bühne brauche keinen physischen Ort mehr, sondern verlagere sich vom städtischen Raum in die Medien. Urbanität löse sich von ihrem physischen Kontext und virtualisiere sich immer stärker.
In der Stadtsoziologie der USA wird unter teilweiser Nutzung des Instrumentariums der Chicago-Schule die Interaktion zwischen Ethnien, sozialen Klassen, Geschlechtern und Lebensstilen, Wirtschaft, Kultur und Politik detailliert und integrativ untersucht.